# Le Charbonnier
Le Charbonnier (en árabe: 'Al fahhâm'‎) es una película argelina de Mohamed Bouamari, rodada en 1972, y estrenada en 1973, en blanco y negro.

## Sinopsis
Para la supervivencia de su familia, Belkacem fabrica carbón que trata de vender en el zoco. Pero este trabajo agotador no es muy rentable e intenta en vano encontrar otro trabajo en la ciudad. Así, en un aduar de la Argelia interior, ese pobre carbonero, antiguo maquisard del Ejército de Liberación Nacional de (Argelia) (la ALN), ve su actividad amenazada por la aparición de gas. Ahora debe buscar trabajo en la ciudad ... Durante su ausencia, su esposa, por su parte, es contratada en una fábrica cercana. Cuando regresa al pueblo, su visión cambia gradualmente: participa en la reforma agraria iniciada por las autoridades políticas y alienta a su esposa a quitarse el velo ...

## Ficha técnica
- Título: Le Charbonnier
- Título original: Al fahhâm
- Realización y guion: Mohamed Bouamari
- Fotografía: Daho Boukerche - Couleurs
- Producción: ONCIC
- País de origen:  Argelia
- Duración: 97 min
- Estreno: 12 de mayo de 1973 en el Festival de Cannes
- Género: filme social

## Distribución
- Fettouma Ousliha
- Mustapha El Anka
- Youcef Hadjam
- Ahmed Hammoudi dit Benchoubane

## Honores
- Tanit de Plata en las Jornadas cinematográficas de Cartago en 1972.
- Premio Georges Sadoul en la Semana Internacional de la Crítica del Festival de cine de Cannes 1973.

## Comentarios y críticas
Le dijo Mohamed Bouamari a Boudjema Karèche, entonces director de la Cinemateca Nacional de Argelia: ...Debemos ir más allá del folclore guerrero, el heroísmo, la autosatisfacción. Debemos alimentarnos del presente hoy, rico, complejo y movilizador. [...] Debemos mostrarle a nuestra sociedad, mostrarlo hoy

Escribió Émile Breton: de hecho, Le Charbonnier es una película importante porque marca un descanso: ahora, el cine argelino abandona la fase de glorificación de las luchas por la independencia nacional. Es una película de rica simplicidad en los caminos difíciles y cotidianos de la miseria por superar. [...] La simplicidad está aquí en la claridad de la intención y el modo de narración elegido

Le Charbonnier no está cargado ideológicamente, sino más bien ansioso por exponer los fenómenos socio-económicos en el trabajo, de una profusión y un detalle de observaciones sobre los personajes y las situaciones para no enmascarar las contradicciones de una sociedad en mutación.

Denise Brahimi, en un libro sobre el cine del Magreb, elogia, por su parte, el magnífico talento de Fettouma Ousliha, esposa del director, que encarna a una una criatura de energía increíble, tan inteligente como bella. Cuando el carbonero, se contrata en una fábrica textil para garantizar la supervivencia de su familia, ella desafía lo prohibido. El interés de la película es mostrar que lo hace sin dudarlo, mientras que para su marido, implica una considerable y abrumadora evolución mental, ella escribe.

También observa en la película una relación de complicidad entre padre e hijo, que recuerda al famoso "Ladrón de bicicletas", pero con Bouamari un tono mucho más optimista que Vittorio De Sica. En Le Charbonnier, no es solo el personaje femenino el que está en proceso de emancipación, sino todo el país que está emergiendo hacia un futuro mejor ', concluye.

La década de 1970, durante la cual este filme Charbonnier, en particular, fue capaz de imponerse por sus cualidades y representar una forma de punto de inflexión en la cinematografía argelina, marcada hasta entonces por el tema de la guerra de independencia. Este de 1973, Noua de 1973, de Abdellaziz Tolbi, Los Nómades de 1976 de Sid Ali Mazif son emblemáticos del deseo de los cineastas de anclarse en el territorio original. Esas obras y otras también ilustran la inflexión de la política socializadora de Argelia; y, las orientaciones más bien izquierdistas de los directores. El estatus de la mujer, bajo la doble presión de la religión y la tradición, encuentra en las películas más maduras la expresión de su necesaria revalorización y la de una palabra que a menudo es sometida a violencia de género, o confiscada por el hombre que olvida rápidamente ensayos compartidos bajo colonización.